# 新加坡制
新加坡赛制是华语辯論賽的一種形式，由參賽雙方（分別命名為正方、反方）、主席以及3或5或7名評判組成。其多見與上个世纪80，90年代的马来西亚和新加坡中学华语辯論比赛，后来被亞洲大專辯論賽和國際大專辯論賽所採用。本賽制適合於討論價值性命題，相較新式奧勒岡制而言，可能有較高的觀賞性，但嚴謹性不足。

## 环节简述
该赛制主要分为陈词和自由辩论两个部分。
1. 正方一辩陈词 3或4分钟1
2. 反方一辩陈词 3分钟
3. 正方二辩（第一助辩）陈词 3分钟
4. 反方二辩（第一助辩）陈词 3分钟
5. 正方三辩（第二助辩）陈词 3分钟
6. 反方三辩（第二助辩）陈词 3分钟
7. 自由辩论 双方各4或5分钟2
8. 反方四辩总结陈词 4分钟
9. 正方四辩总结陈词 4分钟

1. 陈词部分由所标明辩手独立且连续地完成。下同。

2. 自由辩论则由双方交替发言，并将各方每次发言时间合计。在一方发言时间用尽后，则由另一方可以连续发言。通常，但并非强制，每次发言时间会少于30秒。

## 著名比賽
採用新加坡制的比賽有：
- 1986年 亞洲大專辯論賽（於新加坡舉行）
- 1988年 亞洲大專辯論賽（於新加坡舉行）
- 1990年 亞洲大專辯論賽（於新加坡舉行）
- 1993年 國際大專辯論賽（於新加坡舉行）
- 1995年 國際大專辯論賽（於北京舉行）
- 1997年 國際大專辯論賽（於新加坡舉行）
- 2001年 國際大專辯論賽（於新加坡舉行）

## 使用现状
尽管本赛制曾一度作为辩论赛的标准赛制，但目前在大型比赛中已经非常罕见。但在一些小型的比赛中，仍能不时地看到本赛制。